# 黄光彩
黄光彩（1827年—1886年11月12日）美国圣公会首位华人基督徒、首位华人牧师。

## 生平
黄光彩于1827年生于福建厦门的一个贫困家庭。1842年2月24日，美国圣公会传教士文惠廉夫妇抵达厦门开展宣教工作，15岁的黄光彩被送到文惠廉家做男仆，照顾他的一对丧母的儿女。次年，黄光彩随文惠廉返回美国，进入教会学校就读。1845年4月，黄光彩随文惠廉回到厦门。不久他家人接连病故，于是在年底又前往上海，再次投奔文惠廉主教。
1846年4月12日复活节，文惠廉主教为黄光彩施洗，使其成为美国圣公会首位华人基督徒。1851年, 黄光彩被按立为执事。1854年（27岁），黄光彩与上海文纪女校21岁的女学生Ching Mei Tsou（1833-1913）结婚。1863年11月8日又被按立为圣公会首位华人会吏（牧师）。黄光彩能使用英语和上海话，先后鼎力协助文惠廉、施约瑟主教、汤蔼礼和孙罗伯等传教士，负责上海两座圣公会教堂（南市虹桥基督堂和虹口百老汇路救主堂）的中文讲道，还到附近地区巡回传道。
1886年11月12日，黄光彩在上海去世，年59岁。

## 家庭
- 妻子Ching Mei Tsou（1833-1913）上海文纪女校的早期女学生
- 长女黄素娥（-1918），上海圣玛利亚女中首任女校长，嫁给上海圣约翰大学校长卜舫济。